# Dara Torres
Dara Grace Torres (Los Angeles, 15 de abril de 1967) é uma nadadora norte-americana.  Foi a primeira nadadora de seu país a competir em cinco edições dos Jogos Olímpicos: 1984, 1988, 1992, 2000 e 2008. Conquistou doze medalhas olímpicas, inclusive quatro de ouro, sendo cinco medalhas apenas em 2000, jogos nos quais era a mais velha do time com 33 anos. Nos Jogos Olímpicos de Pequim em 2008, se tornou a primeira nadadora com mais de 40 anos a participar de uma Olimpíada, conquistando três medalhas olímpicas, sendo uma medalha de prata nos 50 metros livres.
Tem atuado também como modelo e, na televisão, como repórter e apresentadora de canais como NBC, ESPN, TNT, OLN and Fox News Channel.
Torres se converteu ao judaísmo antes de se casar com o cirurgião Itzhak Shasha, nascido em Israel, e logo divorciar-se. Ela tem uma filha, chamada Tessa, fruto de um breve relacionamento com o também cirurgião David Hoffmann.
Esteve na Universidade da Flórida onde recebeu 28 condecorações.
Um técnico brasileiro, Bruno Darzi auxilia no seu treinamento. Ela escreveu um livro, intitulado Age is Just a Number ("A Idade é apenas um número", em português).